# Marten Pepijn

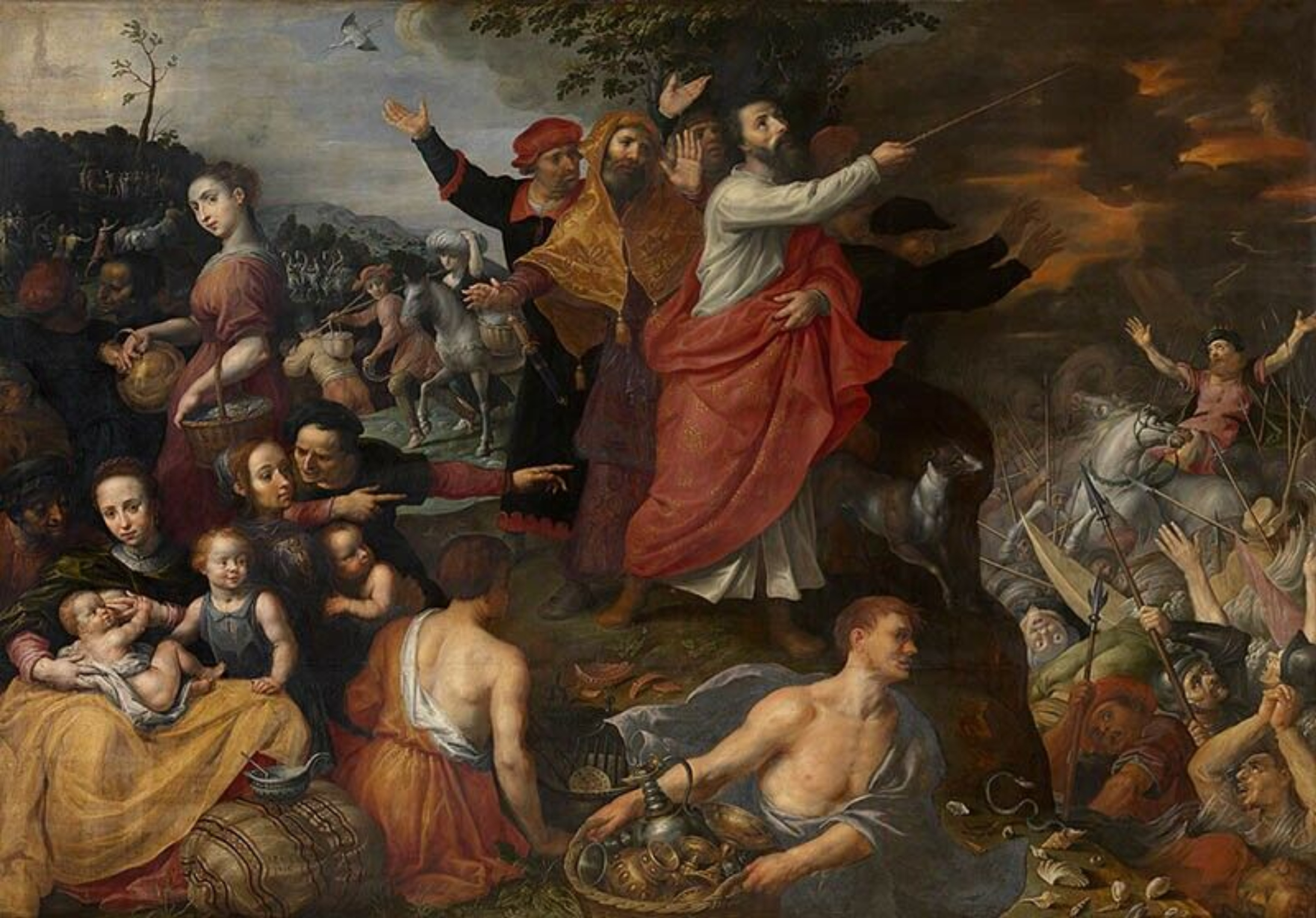
Attraversamento del Mar Rosso

Marten Pepijn noto anche come Marten Pepyn, Maarten Pepyn e Marten Pupyn (Anversa, 21 febbraio 1575 – Anversa, 1643) è stato un pittore fiammingo principalmente conosciuto per le sue opere su larga scala di pittura storica e più piccole di pittura di genere.

## Biografia
Era figlio di WIllem Pepijn e Catharina van den Berg.  Suo padre era un commerciante di vestiti usati e mercante d'arte ad Anversa. Non è chiaro con chi abbia fatto apprendistato. Nel 1600 fu ammesso come maestro, ad Anversa, nella Corporazione di San Luca come "maestro del vino", cioè figlio di un membro. Il biografo fiammingo del XVII secolo Cornelis de Bie riferì, nel 1662, nel suo Het Gulden Cabinet che Pepijn visitò l'Italia ma non ci sono prove di un simile viaggio.

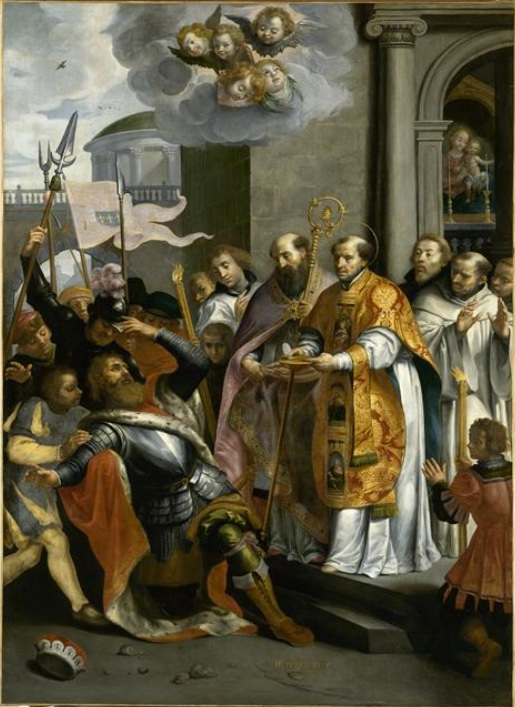
San Bernardo e il duca di Aquitania

Si sposò il 1º dicembre 1601 con Marie Huybrechts (il debito di morte fu pagato tra il 1647 e il 1648) con la quale ebbe cinque figli: Willem, Adriaan, Marten, Martha e  Katharina. Sua figlia Katharina (1619–1668) divenne una nota ritrattista nello stile di Rubens e Antoon van Dyck.  Anche un suo figlio divenne un pittore, ma non si sa nulla del suo lavoro.
Sebbene Cornelis de Bie e il primo artista biografo olandese Arnold Houbraken scrissero che c'era una rivalità tra Pepijn e Rubens, questo è improbabile in considerazione del fatto che Isabella Brant, la prima moglie di Rubens, era la madrina della sua figlia maggiore Martha. Ebbe una forte collaborazione con Antoon van Dyck che dipinse il suo ritratto. Questo dipinto nel XIX secolo finì nella collezione del re olandese Guglielmo II.
Tra il 1602 e il 1628 ebbe otto apprendisti. Assieme a suo figlio, i suoi allievi furono Hans Caes, Claes Fopsen, Hans Bosken (tutti 1602), Matthieu Matthiesen (1613), Matthys Goossens (1620/21), François Lemmens (1620/1621), Joris Sebil (1620/1621) e François van Boost (1625/1626).
Marten Pepijn soffrì di problemi di salute alla fine della sua vita e morì ad Anversa nel 1643.

## Opere

### Pittura storica
Marten Pepijn era noto soprattutto per le sue grandi composizioni religiose e, in particolare, per le pale d'altare. Queste opere sono state dipinte in vecchio stile. Le figure sono generalmente raffigurate in pose rigide che ricordano la scultura del XVI secolo. La sua opera mostra un'influenza distintiva di  Ambrosius Francken il Vecchio e come risultato alcune opere di Francken sono state attribuite a Pepijn. Questa ad esempio è il caso del grisaille Santi Giovanni e Matteo del 1602, che è l'esterno dell'ala destra o un trittico dipinto da più maestri di Anversa per la Corporazione di San Luca di Anversa (Museo reale di belle arti di Anversa). Quest'ala è ora attribuita ad Ambrosius Francken il Vecchio e Nederlands Instituut voor Kunstgeschiedenis.

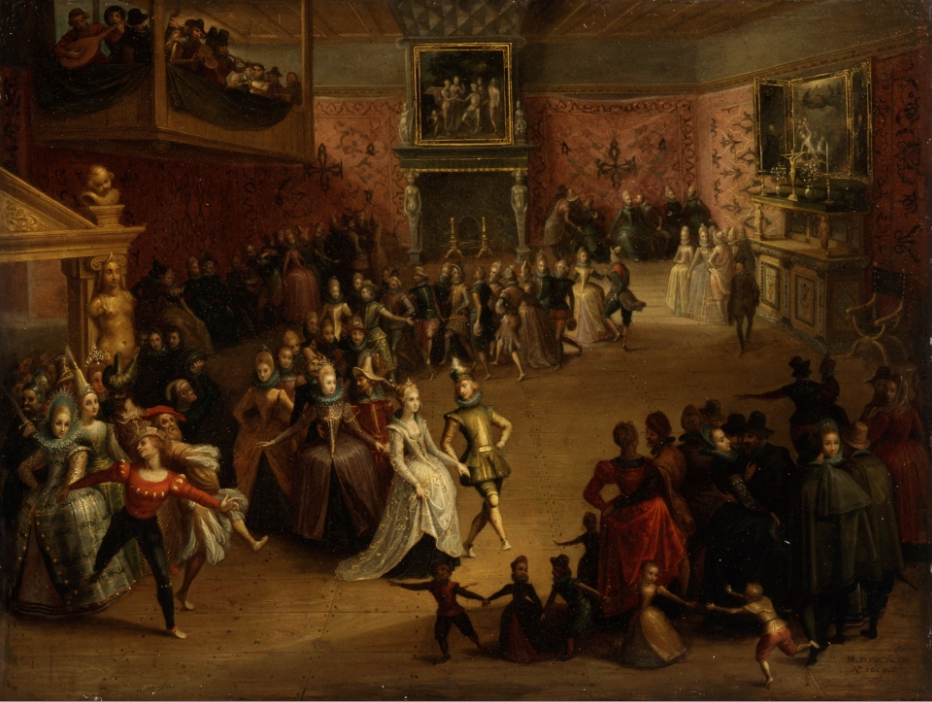
Ballo a corte

Il lavoro di Pepijn è ulteriormente caratterizzato dal suo eccellente ritratto. Questo è dimostrato nella composizione San Bernardo e il duca di Aquitania (Musée des beaux-arts de Valenciennes).

### Pittura di genere
C'è ancora incertezza sul fatto che un certo numero di quadri che descrivono scene di genere, in particolare scene di balli a corte, siano ora attribuite a Marten Pepijn sia in realtà suoi. Alcune di queste immagini con un monogramma mostrano uno stile completamente diverso dalle opere religiose e muscolose di Pepijn. Si ritiene che queste opere siano state prodotte in un periodo in cui Pepijn aveva stretti contatti con il principale pittore di Anversa  French Francken il Giovane.
|Queste composizioni su piccola scala contengono piccole figure con facce stereotipate e contorni morbidi. Questo stile si trova nelle sue allegorie dei "Cinque Sensi" (collezione privata), Il ballo e il Ballo a corte (entrambi al Museo Pushkin, Mosca). Quest'ultima composizione è firmata e datata 1604 e raffigura un'elegante festa da ballo. L'influenza delle prime opere di Hieronymus Francken il Vecchio e di Frans Francken il Giovane, entrambi noti per le loro rappresentazioni o scene simili, è evidente.
La differenza tra gli stili di queste composizioni più piccole e le sue opere religiose più vaste deve ancora essere spiegata in modo soddisfacente. Alcuni storici hanno suggerito che probabilmente i lavori più piccoli sono opera di un membro della famiglia come un figlio o un fratello di Pepijn.